# Märzmelodie
Märzmelodie ist eine deutsche Liebes-Komödie mit Elementen eines Musikfilms des Regisseurs Martin Walz aus dem Jahr 2008. Die Hauptrollen spielten Jan Henrik Stahlberg und Alexandra Neldel.

## Handlung
Die alleinstehende Anna Brokate aus Berlin ist Grundschullehrerin. Ihre Schüler hören nicht auf sie und sie ist von ihrer Arbeit überfordert und nervlich am Ende. Thilo Kranz ist Schauspieler, der bei manchen noch in seiner Rolle als Manni im Film „Kopf durch die Wand“ bekannt ist, aber inzwischen schon lange keine Rolle mehr erhalten hat. Er muss sich nun mit Nebenjobs wie dem Verkauf von Wein übers Telefon über Wasser halten. Zudem hat ihn gerade seine Freundin Katja verlassen und ihn plagt ein plötzlich auftretender Gedächtnisverlust, sodass er manchmal nicht mehr weiß, wo er ist und was er tun wollte.
Annas Freundin Valerie und Thilos Freund Moritz sind ein Paar und bringen die beiden bei einem Treffen zusammen. Valerie hat gerade wieder eine Arbeitsstelle angetreten, nachdem sie für zwei Jahre das gemeinsame Kind betreute. Ihr Mann Moritz muss deswegen in der Druckerei die Nachtschicht übernehmen, damit er tagsüber auf Emily aufpassen kann.
Bei ihrem ersten Treffen in einem Restaurant bekommt Anna beim Gedanken an ihre Arbeit einen Nervenzusammenbruch und flüchtet. Thilo hat sich aber bereits in sie verliebt. Als Thilo Anna von seinem Arbeitsplatz anruft und sein Vorgesetzter dazukommt, täuscht Thilo ein Verkaufsgespräch vor und als Annas Vater ans Telefon geht, geht dieser darauf ein und beschert Thilo einen großen Verkaufserfolg, indem er gleich sieben Kisten Wein bestellt.
Thilo erfährt nun von seinem Freund Florian, dass er mit seiner Ex-Freundin Katja zusammen ist. Florian macht aber mit Katja schon bald wieder Schluss, als er erfährt, dass es etwas Ernstes ist und sie sich ihn verliebt hat. Erst später erfährt man, dass Florian sich nur deswegen von Katja getrennt hat, weil er aufgrund eines Muskelleidens schwer krank ist und sie damit nicht belasten wollte.
Beim nächsten Treffen mit Anna in einem Lokal, geht Thilo kurz auf die Toilette und als er rauskommt, hat er wieder einen Aussetzer und kann sich nicht mehr erinnern, warum er hier ist. Als Florian auf ihn trifft, geht er mit ihm mit und lässt Anna sitzen. Florian erfährt später von Katja, dass sie von ihm schwanger ist und sie kommen wieder zusammen.
Nachdem Thilo von seinem Vorgesetzten den Tipp bekommt, dass er sich als Schauspieler vorstellen soll, er würde eine Rolle als Weinverkäufer spielen, hat er plötzlich Erfolg. Anna kündigt ihre ungeliebte Stelle in der Schule, sucht sich eine Stelle in einem Buchladen und gibt Nachhilfe für Schüler, allerdings nur noch im Einzelunterricht.
Valerie und Moritz arrangieren unter einem Vorwand ein Treffen für Anna und Thilo und schließlich werden die beiden ein Paar.

## Hintergrund
- Die Figuren im Film singen nicht selbst, sondern imitieren den Gesang verschiedener Interpreten mit deren unterschiedlichen Originalstimmen. Es sind auch keine vollständigen Musiktitel zu hören, sondern meist nur eine Zeile oder Strophe aus einem Lied. Die gesungenen Abschnitte fügen sich oft nahtlos in die Dialoge ein und dauern von sieben Sekunden bis maximal eine Minute.[1]

- Produzentin Manuela Stehr erklärte, dass sie einen Musikfilm drehen wollte, ihr aber in den gängigen Musikfilmen die Lieder oft zu lang vorgekommen wären.[2]

- Thilo sollte im Film ursprünglich Theo heißen. Da Marius Müller-Westernhagen, der im Film Theo gegen den Rest der Welt den Theo spielte, die Freigabe seines Lieds an die Bedingung knüpfte, dass die Hauptfigur des Films nicht Theo heißen darf, wurde der Name schließlich in Thilo geändert.[3]

- Bei den Geräuschen die im Hintergrund zu hören sein, wenn Thilo seine Aussetzer hat, handelt es sich um Knackgeräusche von auftauenden Eisblöcken.[3]

- Regisseur Martin Walz hat im Film einen Gastauftritt als Passant, der Halt dich an deiner Liebe fest von Ton Steine Scherben singt.

- Die Dreharbeiten fanden vom 8. Mai 2007 bis 13. Juni 2007 in Berlin statt. Kinostart in Deutschland war am 7. Februar 2008.

## Lieder
Alle im Film verwendeten Lieder sind deutschsprachige Titel verschiedener Künstler, zwei Musiktitel wurden extra für den Film komponiert.
- Bettina Wegner – Als ich jünger war
- Rio Reiser – Geld
- Bodo Wartke – Grässlich vergesslich
- Nena – Todmüde
- Chill Factor feat. Esther Cowens – Wieder da
- Die drei Travellers – Mich hat's erwischt
- Gitte Hænning – Ernsthaft
- Willi Forst – Ich liebe dich und kenn dich nicht
- Dota – Neues Liebeslied
- Klaus Lage – Du und der Blues
- Curt Bois – Ich kann nicht schlafen heut Nacht
- Zarah Leander – Nur nicht aus Liebe weinen
- Westernhagen – Lieben werd' ich dich nie
- Element of Crime – Seit der Himmel
- Gitte Hænning – Dann kamst Du
- Petra Pascal – Wie das Glas in meiner Hand
- Bernd Apitz – Deine Augen sind zu schön für Tränen
- Nico Suave – Vergesslich
- Ton Steine Scherben – Halt dich an deiner Liebe fest
- Nikko Weidemann feat. Chill Factor – Dann geht man los
- Udo Lindenberg & das Panik-Orchester – Bis an das Ende der Welt
- Annett Louisan – Die Lüge
- Wise Guys – Sonnencremeküsse

## Kritiken
„Ein melodische Liebeskomödie, in der bekannte ältere und neuere deutsche Songs, Schlager und Schnulzen mit Witz und Gespür eingesetzt werden, um die jeweilige Seelenlage der Figuren auf den Punkt zu bringen. Die konventionelle dreifache Liebesgeschichte dreht sich ums Sich-Finden, Verlieren und Wiederfinden von drei jungen Paaren, darunter ein arbeitsloser Schauspieler und eine von ihrem Beruf überforderte Lehrerin, die (lippensynchron) dem Überschwang ihrer Gefühle in einem Potpourri aus sieben Jahrzehnten deutscher Schlagergeschichte Luft machen. Hymnisch-expressiv, charmant und oft sehr witzig, gelingt dem Film eine unterhaltsame Gratwanderung zwischen Kitsch und Tiefgang.“

„Auch wenn der Funke nicht ganz überspringt, so ist Märzmelodie doch eine unterhaltsame, wenn auch nicht besonders originelle Komödie.“

„Der Film singt ein Hohelied auf das Playback und entdeckt im Schmalz Lebenswahrheit. Allerdings chargieren die Schauspieler bisweilen bis zur Herzschmerzgrenze, und zum Ende verliert der Film unter der Last, seine drei Geschichten zu Ende zu erzählen, an Leichtfüßigkeit.“

„Die Lieder brechen affekt- und situationsabhängig aus den Personen heraus, als kurze musikalische Überhöhung der Situation. Die Liedfragmente setzen so stichwortgenau ein, dass man den Stolz der Filmemacher, etwas derart Passendes gefunden zu haben, herauszuhören glaubt. Die Wirkung ist jedoch um so kurioser, je passender der Ausschnitt ist. Irgendwann nur noch das Passen an sich zu bestaunen, ist öde.“